# Caribaeomyces
Caribaeomyces — рід грибів родини Microthyriaceae. Назва вперше опублікована 1962 року.

## Класифікація
До роду Caribaeomyces відносять 2 види:
- Caribaeomyces tetraspora
- Caribaeomyces tetrasporus